# Lista över Legacies-avsnitt
Legacies är en amerikansk TV-serie skapad av Julie Plec som hade premiär på The CW den 25 oktober 2018. Den är en spin-off av The Originals och innehåller karaktärer från både den serien och dess föregångare, The Vampire Diaries.  Den 3 februari 2021 förnyades serien för en fjärde säsong, som hade premiär den 14 oktober 2021. Den 12 maj 2022 rapporterades det att den fjärde säsongen blev seriens sista säsong.
Under seriens gång sändes 68 avsnitt av Legacies mellan 25 oktober 2018 och 16 juni 2022.

## Serieöversikt
| Säsong | Säsong | Avsnitt | Ursprungligt sändningsdatum | Ursprungligt sändningsdatum |
| Säsong | Säsong | Avsnitt | Första sändning             | Senaste sändning            |
| ------ | ------ | ------- | --------------------------- | --------------------------- |
|        | 1      | 16      | 25 oktober 2018             | 28 mars 2019                |
|        | 2      | 16      | 10 oktober 2019             | 26 mars 2020                |
|        | 3      | 16      | 21 januari 2021             | 24 juni 2021                |
|        | 4      | 20      | 14 oktober 2021             | 16 juni 2022                |

## Avsnitt

### Säsong 1 (2018–19)
| Nr i serien | Titel                                           | Regissör            | Manus                                                | Originalvisning  | Prod. kod | Tittarsiffror (miljoner) |
| ----------- | ----------------------------------------------- | ------------------- | ---------------------------------------------------- | ---------------- | --------- | ------------------------ |
| 1           | "This Is the Part Where You Run"                | Chris Grismer       | Julie Plec                                           | 25 oktober 2018  | T46.10051 | 1,12 milj.               |
| 2           | "Some People Just Want to Watch the World Burn" | Michael A. Allowitz | Brett Matthews & Julie Plec                          | 1 november 2018  | T46.10052 | 1,13 milj.               |
| 3           | "We're Being Punked, Pedro"                     | Carol Banker        | Julie Plec & Sherman Payne                           | 8 november 2018  | T46.10053 | 1,09 milj.               |
| 4           | "Hope Is Not the Goal"                          | Chris Grismer       | Brett Mathews                                        | 15 november 2018 | T46.10054 | 1,08 milj.               |
| 5           | "Malivore"                                      | Michael Karasick    | Thomas Brandon & Penny Cox                           | 29 november 2018 | T46.10055 | 1,01 milj.               |
| 6           | "Mombie Dearest"                                | Geoffrey Wing Shotz | Marguerite MacIntyre                                 | 6 december 2018  | T46.10056 | 1,18 milj.               |
| 7           | "Death Keeps Knocking on My Door"               | Angela Gomes        | Julie Plec                                           | 13 december 2018 | T46.10057 | 1,05 milj.               |
| 8           | "Maybe I Should Start from the End"             | Nathan Hope         | Brett Matthews                                       | 24 januari 2019  | T46.10058 | 1,01 milj.               |
| 9           | "What Was Hope Doing in Your Dreams?"           | Darren Grant        | Penny Cox                                            | 31 januari 2019  | T46.10063 | 1,01 milj.               |
| 10          | "There's a World Where Your Dreams Came True"   | John Hyams          | Brett Matthews & Josh Schaer                         | 7 februari 2019  | T46.10062 | 1,15 milj.               |
| 11          | "We're Gonna Need a Spotlight"                  | Barbara Brown       | Thomas Brandon & Penny Cox                           | 21 februari 2021 | T46.10059 | 0,71 milj.               |
| 12          | "There's a Mummy on Main Street"                | Julie Plec          | Marguerite MacIntyre & Sherman Payne                 | 28 februari 2019 | T46.10060 | 0,87 milj.               |
| 13          | "The Boy Who Still Has a Lot of Good to Do"     | Paul Wesley         | Bryce Ahart, Stephanie McFarlane & Mark Ryan Walberg | 7 mars 2019      | T46.10061 | 0,81 milj.               |
| 14          | "Let's Just Finish the Dance"                   | Geoffrey Wing Shotz | Sherman Payne                                        | 14 mars 2019     | T46.10064 | 0,96 milj.               |
| 15          | "I'll Tell You a Story"                         | Tony Solomons       | Thomas Brandon                                       | 21 mars 2019     | T46.10065 | 1,00 milj.               |
| 16          | "There's Always a Loophole"                     | Mary Lou Belli      | Brett Matthews                                       | 28 mars 2019     | T46.10066 | 0,93 milj.               |

### Säsong 2 (2019–20)
| Nr i serien | Titel                                                    | Regissör            | Manus                                | Originalvisning  | Prod. kod | Tittarsiffror (miljoner) |
| ----------- | -------------------------------------------------------- | ------------------- | ------------------------------------ | ---------------- | --------- | ------------------------ |
| 17          | "I'll Never Give Up Hope"                                | Julie Plec          | Julie Plec & Brett Matthews          | 10 oktober 2019  | T46.10201 | 0,80 milj.               |
| 18          | "This Year Will Be Different"                            | Jeffrey Hunt        | Thomas Brandon                       | 17 oktober 2019  | T46.10202 | 0,82 milj.               |
| 19          | "You Remind Me of Someone I Used to Know"                | Michael A. Allowitz | Brett Matthews & Adam Higgs          | 24 oktober 2019  | T46.10203 | 0,84 milj.               |
| 20          | "Since When Do You Speak Japanese?"                      | Geoffrey Wing Shotz | Penny Cox                            | 7 november 2019  | T46.10204 | 0,79 milj.               |
| 21          | "Screw Endgame"                                          | Barbara Brown       | Brett Matthews & Thomas Brandon      | 14 november 2019 | T46.10205 | 0,87 milj.               |
| 22          | "That's Nothing I Had to Remember"                       | Bola Ogun           | Adam Higgs & Josh Eiserike           | 21 november 2019 | T46.10206 | 0,86 milj.               |
| 23          | "It Will All Be Painfully Clear Soon Enough"             | Lauren Petzke       | Jimmy Mosqueda & Cynthia Adarkwa     | 5 december 2019  | T46.10207 | 0,86 milj.               |
| 24          | "This Christmas Was Surprisingly Violent"                | Brett Matthews      | Brett Matthews & Hannah Rosner       | 12 december 2019 | T46.10208 | 0,93 milj.               |
| 25          | "I Couldn't Have Done This Without You"                  | Carl Seaton         | Thomas Brandon & Hannah Rosner       | 16 januari 2020  | T46.10209 | 0,73 milj.               |
| 26          | "This Is Why We Don't Entrust Plans to Muppet Babies"    | America Young       | Adam Higgs & Josh Eiserike           | 23 januari 2020  | T46.10210 | 0,72 milj.               |
| 27          | "What Cupid Problem?"                                    | Darren Grant        | Penny Cox & Cynthia Adarkwa          | 30 januari 2020  | T46.10211 | 0,86 milj.               |
| 28          | "Kai Parker Screwed Us"                                  | Angela Barnes Gomes | Brett Matthews & Thomas Brandon      | 6 februari 2020  | T46.10212 | 0,63 milj.               |
| 29          | "You Can't Save Them All"                                | Jeffrey Hunt        | Brett Matthews & Thomas Brandon      | 13 februari 2020 | T46.10213 | 0,63 milj.               |
| 30          | "There's a Place Where the Lost Things Go"               | Michael Karasick    | Brett Matthews & Mark Ryan Walberg   | 12 mars 2020     | T46.10214 | 0,52 milj.               |
| 31          | "Life Was So Much Easier When I Only Cared About Myself" | Lauren Petzke       | Adam Higgs & Jimmy Mosqueda          | 19 mars 2020     | T46.10215 | 0,66 milj.               |
| 32          | "Facing Darkness Is Kinda My Thing"                      | Michael Karasick    | Thomas Brandon & Sylvia Batey Alcalá | 26 mars 2020     | T46.10216 | 0,67 milj.               |

### Säsong 3 (2021)
| Nr i serien | Titel                                                               | Regissör                  | Manus                           | Originalvisning  | Prod. kod | Tittarsiffror (miljoner) |
| ----------- | ------------------------------------------------------------------- | ------------------------- | ------------------------------- | ---------------- | --------- | ------------------------ |
| 33          | "We're Not Worthy"                                                  | Jeffrey Hunt              | Penny Cox & Cynthia Adarkwa     | 21 februari 2021 | T46.10301 | 0,69 milj.               |
| 34          | "Goodbyes Sure Do Suck"                                             | Eric Dean Seaton          | Benjamin Raab & Deric A. Hughes | 28 januari 2021  | T46.10302 | 0,71 milj.               |
| 35          | "Salvatore: The Musical!"                                           | Jason Stone               | Thomas Brandon                  | 4 februari 2021  | T46.10303 | 0,62 milj.               |
| 36          | "Hold On Tight"                                                     | Jeffrey Hunt              | Brett Matthews                  | 11 februari 2021 | T46.10304 | 0,63 milj.               |
| 37          | "This Is What It Takes"                                             | Jeffrey Hunt Darren Grant | Brett Matthews                  | 18 februari 2021 | T46.10305 | 0,52 milj.               |
| 38          | "To Whom It May Concern"                                            | Lauren Petzke             | Thomas Brandon                  | 11 mars 2021     | T46.10306 | 0,49 milj.               |
| 39          | "Yup, It's a Leprechaun, All Right"                                 | Tony Griffin              | Penny Cox & Cynthia Adarkwa     | 18 mars 2021     | T46.10307 | 0,57 milj.               |
| 40          | "Long Time, No See"                                                 | Geoffrey Wing Shotz       | Benjamin Raab & Deric A. Hughes | 25 mars 2021     | T46.10308 | 0,47 milj.               |
| 41          | "Do All Malivore Monsters Provide This Level of Emotional Insight?" | Barbara Brown             | Brett Matthews & Adam Higgs     | 8 april 2021     | T46.10309 | 0,51 milj.               |
| 42          | "All's Well That Ends Well"                                         | Jeffrey Hunt              | Thomas Brandon & Price Peterson | 15 april 2021    | T46.10310 | 0,51 milj.               |
| 43          | "You Can't Run from Who You Are"                                    | Trevor E.S. Juarez        | Adam Higgs & Hannah Rosner      | 6 maj 2021       | T46.10311 | 0,50 milj.               |
| 44          | "I Was Made to Love You"                                            | Michael A. Allowitz       | Brett Matthews                  | 13 maj 2021      | T46.10312 | 0,50 milj.               |
| 45          | "One Day You Will Understand"                                       | Bola Ogun                 | Cynthia Adarkwa                 | 20 maj 2021      | T46.10313 | 0,53 milj.               |
| 46          | "This Feels a Little Cult-y"                                        | America Young             | Penny Cox                       | 10 juni 2021     | T46.10314 | 0,42 milj.               |
| 47          | "A New Hope"                                                        | Brett Matthews            | Brett Matthews & Thomas Brandon | 17 juni 2021     | T46.10315 | 0,49 milj.               |
| 48          | "Fate's a Bitch, Isn't It?"                                         | Jeffrey Hunt              | Benjamin Raab & Deric A. Hughes | 24 juni 2021     | T46.10316 | 0,57 milj.               |

### Säsong 4 (2021–2022)
| Nr i serien | Titel                                                      | Regissör               | Manus                                        | Originalvisning  | Prod. kod | Tittarsiffror (miljoner) |
| ----------- | ---------------------------------------------------------- | ---------------------- | -------------------------------------------- | ---------------- | --------- | ------------------------ |
| 49          | "You Have to Pick One This Time"                           | Tony Solomons          | Mark Ryan Walberg                            | 14 oktober 2021  | T46.10317 | 0,33 milj.               |
| 50          | "There's No I in Team, or Whatever"                        | Michael Karasick       | Adam Higgs & Hannah Rosner                   | 21 oktober 2021  | T46.10318 | 0,34 milj.               |
| 51          | "We All Knew This Day Was Coming"                          | Lauren Petzke          | Courtney Grace & J.P. Estes & Thomas Brandon | 28 oktober 2021  | T46.10319 | 0,36 milj.               |
| 52          | "See You on the Other Side"                                | Jeffrey Hunt           | Brett Matthews & Sylvia Batey Alcalá         | 4 november 2021  | T46.10320 | 0,42 milj.               |
| 53          | "I Thought You'd Be Happier to See Me"                     | Lauren Petzke          | Brett Matthews                               | 11 november 2021 | T46.10401 | 0,43 milj.               |
| 54          | "You're a Long Way from Home"                              | America Young          | Thomas Brandon & Kimberly Ndombe             | 18 november 2021 | T46.10402 | 0,38 milj.               |
| 55          | "Someplace Far Away from All This Violence"                | Barbara Brown          | Jose Molina & Hannah Rosner                  | 2 december 2021  | T46.10403 | 0,36 milj.               |
| 56          | "You Will Remember Me"                                     | Nimisha Mukerji        | Brett Matthews & Layne Morgan                | 9 december 2021  | T46.10404 | 0,36 milj.               |
| 57          | "I Can't Be the One to Stop You"                           | Morenike Joela Evans   | Benjamin Raab & Deric A. Hughes              | 16 december 2021 | T46.10405 | 0,37 milj.               |
| 58          | "The Story of My Life"                                     | Jeffrey Hunt           | Brett Matthews & Price Peterson              | 24 februari 2022 | T46.10406 | 0,29 milj.               |
| 59          | "Follow the Sound of My Voice"                             | Tony Griffin           | Thomas Brandon & Solange Morales             | 3 mars 2022      | T46.10407 | 0,36 milj.               |
| 60          | "Not All Those Who Wander Are Lost"                        | Michael A. Allowitz    | Brett Matthews & Mark Ryan Walberg           | 10 mars 2022     | T46.10408 | 0,26 milj.               |
| 61          | "Was This the Monster You Saw?"                            | Trevor E.S. Juarez     | Brett Matthews & Kimberly Ndombe             | 31 mars 2022     | T46.10409 | 0,41 milj.               |
| 62          | "The Only Way Out Is Through"                              | Jeffrey Hunt           | Thomas Brandon & Jose Molina                 | 7 april 2022     | T46.10410 | 0,39 milj.               |
| 63          | "Everything That Can Be Lost May Also Be Found"            | Brett Matthews         | Brett Matthews                               | 14 april 2022    | T46.10411 | 0,43 milj.               |
| 64          | "I Wouldn't Be Standing Here If It Weren't For You"        | Jason Stone            | Layne Morgan & Courtney Grace                | 28 april 2022    | T46.10412 | 0,29 milj.               |
| 65          | "Into the Woods"                                           | Jen Derwingson-Peacock | Hannah Rosner & Price Peterson               | 5 maj 2022       | T46.10413 | 0,38 milj.               |
| 66          | "By the End of This, You'll Know Who You Were Meant to Be" | Lauren Petzke          | Thomas Brandon                               | 2 juni 2022      | T46.10414 | 0,41 milj.               |
| 67          | "This Can Only End in Blood"                               | Jeffrey Hunt           | Benjamin Raab & Deric A. Hughes              | 9 juni 2022      | T46.10415 | 0,45 milj.               |
| 68          | "Just Don't Be A Stranger, Okay?"                          | Michael A. Allowitz    | Julie Plec & Brett Matthews                  | 16 juni 2022     | T46.10416 | 0,41 milj.               |